# ポップジャム・MUSIC JAPANのスピンオフ特番一覧
- ポップジャム > ポップジャム・MUSIC JAPANのスピンオフ特番一覧
- MUSIC JAPAN > ポップジャム・MUSIC JAPANのスピンオフ特番一覧

ポップジャム・MUSIC JAPANのスピンオフ特番一覧（ポップジャム・ミュージックジャパンのスピンオフとくばんいちらん）
本項目はNHKで1993年4月 - 2007年3月に放送された音楽番組『ポップジャム』（POP JAM、通称：PJ）と、2007年4月 - 2016年3月まで放送された『MUSIC JAPAN』（通称：MJ）のスピンオフ特番をまとめた一覧である。

## ポップジャムのスピンオフ企画
『PJ PURE SIDE』に代表されるアーティスト密着型のドキュメンタリーが中心だが、『夏歌』のようにアーティストのライブ中心のものなどもあった。以下はその代表的な番組を列挙。
- 宇多田ヒカル〜true secret story〜 - 2001年3月24日放送
- 平井堅・楽園の彼方に〜アメリカ"大きな古時計"を探して - 2001年8月10日放送
- 川嶋あい・未来の扉 - 2003年9月6日放送
- PJ PURE SIDE（後述）
- POP JAM Live in Shibuya - 2006年7月22日[1]放送
- 夏歌'06（後述）
- DJ OZMAのアゲ♂アゲ♂HOLY☆騎士 - 2006年12月23日放送

### PJ PURE SIDE（ポップジャムピュアサイド）
ポップジャムのスピンオフ企画のうち、その一つである『PJ PURE SIDE』は通常のホール収録とは別に一組のアーティストに焦点を当てアーティストの動きを追っていく企画として登場。『僕らの音楽』（フジテレビ）などの番組と異なりスタジオライブはおろか、インタビューもなしのドキュメンタリーのため普段はなかなか見られないライブの舞台裏やアーティストの素顔の部分を知ることができるのも魅力のひとつであった。これは2006年の『POP JAM DX』へのリニューアルの布石であったといっても過言ではない。
ちなみにナレーションは、2回とも山寺宏一が担当した。
| No. | 放送日        | 出演                   | 内容                                                       | 備考                      |
| --- | ------------- | ---------------------- | ---------------------------------------------------------- | ------------------------- |
| 1   | 2004年5月7日  | 175R（イナゴライダー） | 故郷の福岡県北九州市を訪れ、インディーズ時代などを振り返る |                           |
| 2   | 2005年6月24日 | 東京事変               | 東京名所バスツアー（ライブ映像挿入あり）                   | 2005年8月19日深夜に再放送 |

## MUSIC JAPANのスピンオフ企画
『MUSIC JAPAN』では、タイトルに「○○うた」とつく形の特別番組を年数本程度放送している。なお、各番組とも生放送で日本の四季を最大限に取り入れながらNHKスタジオと全国各地を中継で結ぶ形式でアーティストの曲を聞かせる。
以下は9年間に放送された番組を列挙する。

### 春うた
- 春うた2007 - 2007年3月30日 19:30 - 20:45放送。アンジェラ・アキ、Gackt、コブクロ、一青窈、Mr.Children、森山直太朗、レミオロメン（50音順）が出演。
- 春うた2008 - 2008年3月25日 19:30 - 20:45放送。青山テルマ、中孝介、いきものがかり、海援隊、徳永英明、中島美嘉、一青窈、森山直太朗、YUI（50音順）が出演。番組では森山と中が『花』をコラボで熱唱。また、いきものがかりは神奈川県立厚木高等学校（メンバーの母校）から中継で登場、『SAKURA』を熱唱。司会は上田早苗、島津有理子アナが担当したほか鎌倉千秋アナも中継先から出演。なお、ナレーションは堀北真希が担当した。
- 春うた2009 - 2009年3月25日 19:30 - 20:42放送。アンジェラ・アキ、いきものがかり、EXILE、大橋のぞみ、コブクロ、チャットモンチー、東方神起、中島美嘉、Perfume、レミオロメン（50音順）が出演した。
- 春うた2010 - 2010年3月27日 21:00 - 22:28放送。aiko、アンジェラ・アキ[2]、いきものがかり、AKB48[3]、北乃きい[4]、SPEED[5]、徳永英明[6]、FUNKY MONKEY BABYS[7]、水樹奈々[8]、レミオロメン[9]（50音順）が出演。青井実アナが司会を務めた[10]。

### 夏うた
- 夏歌'06 - 2006年8月5日 24:20 - 25:05放送。絢香、大田クルーと温水洋一、大塚愛、KREVA、黒川芽以、コブクロ、スキマスイッチ、鈴木亜美、DJ OZMA、手嶌葵、mihimaru GT、WaT（50音順）が出演。当時はまだ『ポップジャム』を放送していたため、正式タイトルは「POP JAM夏歌'06」。
- 夏うた2007 - 2007年8月14日 19:30 - 20:45放送。aiko、秋川雅史、中孝介、絢香、アンジェラ・アキ、Cocco、坂本龍一、スピッツ、元ちとせ（50音順）が出演。坂本と元はコラボで『死んだ女の子』を演奏した。ナレーションは松本まりかが担当した。
- 夏うた2008 - 2008年7月26日 21:00 - 22:00放送。aiko、EXILE、Mr.Children、MONGOL800、レミオロメン（50音順）が出演。MONGOL800は沖縄県浦添市、レミオロメンは東京・国立霞ヶ丘競技場から中継で登場した。

### 恋うた〜Autumn & Winter〜
- 恋うた2007〜Autumn & Winter〜 - 2007年11月16日 22:00 - 23:28[11]放送。各アーティストが恋愛に関連する楽曲をそれぞれ披露した。大塚愛、コブクロ、徳永英明、中島美嘉、BoA、松任谷由実、Mr.Children、レミオロメン（50音順）が出演。ナレーションは松本が担当。また、ゲストに長谷川京子を迎えた。
- 恋うた2008〜Autumn & Winter〜 秋冬ラブソング特集 - 2008年11月14日 22:00 - 23:18[11]放送。大塚愛、コブクロ、SPEED、東方神起、中島美嘉、一青窈、広瀬香美、レミオロメン（50音順）が出演。上田早苗、住吉美紀、小野文恵アナウンサーが司会を務めた。飛行船を駆使し東京上空の夜景を生中継。中島は宮城県の松島円通院庭園から生中継で登場、紅葉をバックに熱唱。一青は箱根から、レミオロメンは東京都内からそれぞれ中継で登場した。

### SAVE THE FUTURE エコうた
2008年より毎年行われているNHKの環境プロジェクト「SAVE THE FUTURE」の一環として、同プロジェクトのフィナーレとして生放送される。各アーティストが自然や環境に関する楽曲を披露。
- 2008年
  - 6月8日 21:00 - 23:00放送。絢香、alan、アンジェラ・アキ、大塚愛、GANGA ZUMBA、ゴスペラーズ、坂本龍一、元ちとせ、一青窈、平原綾香、森山直太朗、やなわらばー（50音順）が出演。藤原紀香（SAVE THE FUTUREメインパーソナリティー）、松本和也（同）、上田早苗アナウンサーが司会を務めた。新宿御苑をメイン会場にして放送。
- 2009年
  - 6月21日 21:00 - 23:00放送。alan、いきものがかり、大塚愛、キマグレン、さかなクン、THE BOOM、椎名法子、東方神起、堂本剛、一青窈、平原綾香、FUNKY MONKEY BABYS（50音順）が出演。藤原紀香（SAVE THE FUTUREメインパーソナリティー）、松本和也（同）、上田早苗アナウンサーが司会を務めた。この日は世田谷区にある「ものづくり学校」をメイン会場に、電飾を一切使わず蝋燭を灯りにして番組を進行。これは当日全国各地で行われた「キャンドルナイト」にちなんでのもの。

### アーティスト密着特集
「○○うた」以外にも、旧『ポップジャム』のように、アーティスト1組に焦点を当てた特集番組も放送された。

なお、番組タイトルの頭に「MJ presents」の表記がつく。

#### 2007年〜2008年
- やさしい歌は世界を変える 〜MONGOL800 沖縄・奄美トロピカルツアー〜 - 2007年9月21日 22:00 - 23:30[11]（GTV）
- コブクロ 〜蕾から花へ 180日の軌跡〜 - 2008年1月25日 22:00 - 23:00[11]（GTV）
- 德永英明・あなたに贈るぼくの歌 - 2008年3月1日 17:00 - 17:30（GTV）
- 新垣結衣 一歩ずつ 少しずつ 〜二十歳の今〜 - 2008年10月18日 15:50 - 16:30（GTV）

#### 2009年〜2010年
- 愛しあってるかい? 〜キング・オブ・ロック 忌野清志郎〜 - 2009年5月10日 23:30 - 24:20（11日未明0:20）放送（GTV）。8日前に逝去した忌野清志郎の偉業に経緯を表し、急遽追悼番組として放送。忌野のNHK出演映像やライブ映像などで足跡を振り返ったほか、忌野と親しい著名人やファンの声なども紹介した。
- MJ PRESENTS 東京事変 - 2010年2月28日 25:10 - 25:40（3月1日未明1:10 - 1:40）放送（3月6日 26:50 - 27:19（7日未明2:50 - 3:19）に再放送）（GTV）
- AKB48ライブ@YYG - 2010年8月18日 20:00 - 21:29（BS2）

#### 2011年
- ドキュメンタリー オブ AKB48 〜1ミリ先の未来〜 - 1月8日 24:00 - 24:45（9日未明 0:00 - 0:45）（GTV）
- 夢をかたちにする言葉 〜ロックバンド・UVERworld 東京ドームからのメッセージ〜 - 1月9日 18:10 - 18:40（MJ通常放送を休止して放送）（GTV）
- 宇多田ヒカル 〜今のわたし〜　- 1月15日 21:00 - 21:50（GTV）
- 復活!桑田佳祐ドキュメント 〜55歳の夜明け〜　- 2月26日 20:00 - 20:43（GTV）[12]
完全版は5月28日 24:00 - 24:59（5月29日未明 0:00 - 0:59）（GTV）。
- aiko LIVE at NHK - 3月4日 24:45 - 25:45（3月5日未明 0:45 - 1:45）（GTV）[13]
- グループ魂15年の軌跡　- 3月5日 24:50 - 25:33（3月6日未明 0:50 - 1:33）（GTV）[14]
- AKB48ライブ@SBD - 11月19日 22:00 - 01:29（BSプレミアム）

ほか

#### 2012年
- 密着!水樹奈々 ドームライブの作り方 - 1月20日 25:15 - 26:14（1月21日未明 1:15 - 2:14）（GTV）[15]
- MJ presents コブクロ・スペシャル - 9月27日 22:55 - 23:25（GTV）
- 水樹奈々 in のど自慢 - 12月24日 25:25 - 25:55（12月25日未明 1:25 - 1:55）（GTV）
- Perfumeドキュメント〜今、世界へ - 12月31日 15:05 - 15:48（GTV）[16]

ほか

#### 2013年
- MJ presents AKB48 ドキュメント 3.11 - 3月21日 22:55 - 23:24（GTV）
- MJ presents Perfume×Technology - 10月11日 24:10 - 24:55（GTV）
- MJ presents 水樹奈々 in ASIA - 12月30日 23:10 - 24:00（GTV）

#### 2014年
- MJ presents ワン・ダイレクション ストーリー - 3月4日 23:45 - 0:45（BSプレミアム）

#### 2016年
- MJ presents チャットモンチー 徳島こなそんフェス〜10周年おめでとう〜 - 3月27日 24:05 - 24:49（GTV）
- MJ presents BABYMETAL革命〜少女たちは世界と戦う〜 - 4月3日 24:05 - 24:45（GTV）[17]

## 全シリーズ終了後のNHKにおけるアーティスト特番
「MJ presents」シリーズの終了後も、NHKでは不定期でアーティスト1組にスポットを当てた音楽特番が放送されている。以下、その一例を挙げる。
- 『BLUE ENCOUNT 地元熊本に届ける想い〜もっと光を〜』2016年8月27日（土曜日）16:20 - 17:05（GTV）[18]
- 『リクエストLIVE＠NHK aikoの"何歌う?"』2016年10月1日（土曜日）23:00 - 23:58（GTV）[19]
- 『ももクロ和楽器レボリューションZ』2016年11月3日（木曜日、文化の日）10:05 - 10:50（GTV）[20]
- 『ONE OK ROCK 18祭 -1000人の奇跡 We are-』2017年1月9日（月曜日、成人の日）19:30 - 20:43（GTV）[21]
- 『安室奈美恵「告白」』2017年11月23日（木曜日、勤労感謝の日）22:00 - 23:00（GTV）[22] / 再放送：2018年1月8日（7日深夜） 0:10 - 1:10（GTV）[23]
- 『WANIMA 18祭 -1000人のシグナル-』2017年12月20日（水曜日）22:00 - 23:15（GTV） / 再放送：2018年1月8日（月曜日、成人の日）16:45 - 18:00（GTV）[24]

ほか